# Station Tobu-Shijo-mae
 Station Tōbu-shijō-mae  (東部市場前駅,  Tōbu-shijō-mae-eki) is een spoorwegstation in de wijk Higashi-Sumiyoshi-ku in de Japanse stad Osaka. Het wordt aangedaan door de Yamatoji-lijn. Het station heeft twee sporen, gelegen aan twee zijperrons. 

## Treindienst

### JR West
| 1 | ■ Yamatoji-lijn | richting Kashiwara, Ōji en Nara     |
| 2 | ■ Yamatoji-lijn | richting Tennōji, JR Namba en Ōsaka |

## Geschiedenis
Het station werd in 1989 geopend.

## Overig openbaar vervoer
Bussen 1, 5, 5A, 6, 9, 10, 23, 26, 30, 35, 35B, 73, 85, 85A

## Stationsomgeving
- Stedelijke groothandelsmarkt van Ōsaka
- Autoweg 25
- hoofdkantoor van Furuta
- Depandance van Taiyō Seimei-verzekeringen
- Koyama-ziekenhuis
- Nishimatsuya (babywinkel)
- Sunkus

(Kansai-lijn<<) Kamo · Kizu · Narayama · Nara · Kōriyama · Yamato-Koizumi · Hōryūji · Ōji · Sangō · Kawachi-Katakami · Takaida · Kashiwara · Shiki · Yao · Kyūhōji · Kami · Hirano · Tōbu-Shijō-mae · Tennōji · Shin-Imamiya · Imamiya (>>Osaka-ringlijn) · JR Namba